# José Ungría Jiménez
José Ungría Jiménez (Barcelone, 3 septembre 1890 - Saint-Sébastien, 14 août 1968) a été un militaire espagnol, qui s'est notamment distingué à la tête des services secrets du camp nationaliste durant la Guerre civile espagnole.

## Biographie
Il est né à Barcelone le 3 septembre 1890. Il a suivi des études d'officier d'état-major à l'École supérieure de guerre (es) de Madrid, ainsi qu'à l'École supérieure de guerre de Paris, en même temps que Charles de Gaulle. Pendant la guerre du Rif, durant le débarquement d'Alhucemas, il fait la liaison entre le maréchal Philippe Pétain et le général Miguel Primo de Rivera. À la fin de la dictature de Primo de Rivera, il aspire à devenir chef de la police de Madrid ou même directeur général de la Sécurité, mais la proclamation de la Seconde République l'en empêche.

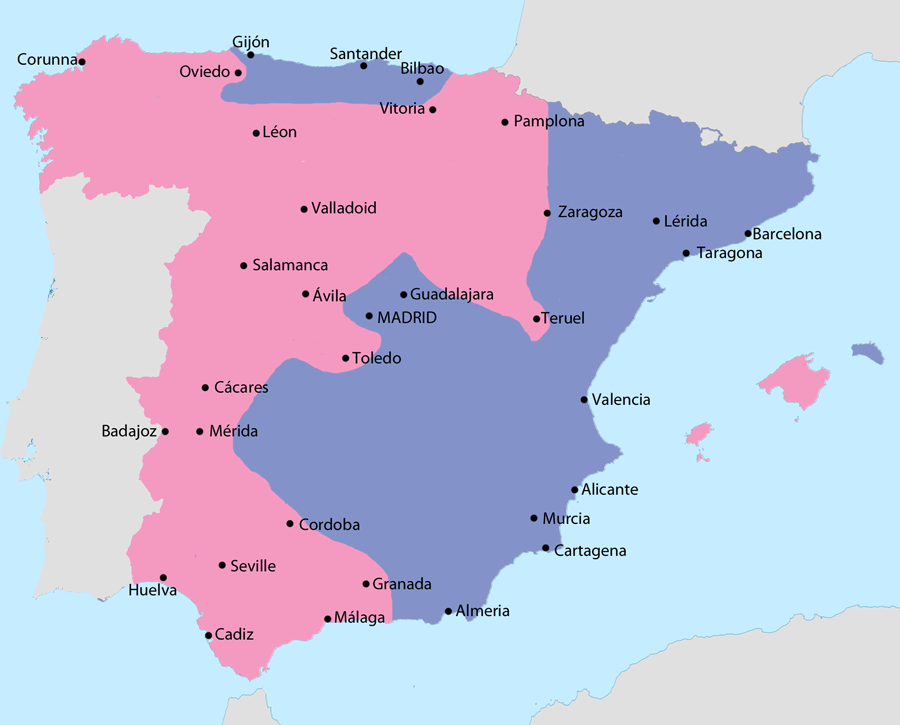
L'Espagne en mars 1937.
Zone de contrôle nationaliste
Zone de contrôle républicaine

De février 1930 à avril 1934, Ungria est attaché militaire à Paris. De retour en Espagne, il devient l'aide de camp du chef d'état-major général de l'armée, puis est affecté au sous-secrétariat du ministère de la Guerre. En juillet 1936, à l'éclatement de la guerre civile espagnole, il est affecté à l'état-major général de la division Caballeria, aux ordres du général Cristóbal Peña Abuín, mais est démis de ses fonctions par les nationalistes le 18 parce qu'il ne parvient pas à quitter Madrid. Le 15 octobre, menacé de mort par les républicains, il se réfugie avec sa famille à l'ambassade de France.
Aux débuts de l'année suivante, il réussit à quitter Madrid grâce à l'attaché militaire français Henri Morel, qui le fait embarquer à Alicante sur le Duguay-Trouin. De France, il rejoint Burgos, capitale des nationalistes en mai 1937. Il est alors nommé chef du Servicio de Información y Policía Militar (es) (« Service de Renseignement et de Police militaire » - SIPM). Le SIPM remplace tous les autres services de renseignements dans le territoire contrôlé par les nationalistes, en unifiant sous la direction d'Ungría tous les réseaux de renseignement. À partir de 1938, il est chargé d'intensifier les activités d'espionnage et de démoralisation dans la zone républicaine. Dans le Madrid républicain, il réussit notamment à bâtir un important réseau d'espionnage et de soutien à travers des phalangistes et d'autres agents de la cinquième colonne.
Après le coup d'état de Segismundo Casado, qui fait tomber le gouvernement républicain au profit du Conseil national de défense, qui négocie dès lors la fin du conflit, Ungría participe aux réunions avec les représentants du Conseil pour convenir des conditions de reddition des forces de l'armée républicaine.
Nommé chef du Servicio nacional de Seguridad (« Service national de Sûreté ») en janvier 1939, il est remplacé en septembre de la même année par le phalangiste José Finat (es). Entre 1953 et 1954, il prend le commandement de la 11e division, basée à Madrid. Il obtient alors le grade de général de division.

## Distinctions
- Croix de l'Ordre du Mérite militaire, division blanche (1943).
- Grand'croix de l'Ordre de San Hermenegildo (1945).